# Teufelssee (Berlin-Köpenick)
Der Teufelssee liegt im Ortsteil Berlin-Köpenick rund 750 m südlich des Großen Müggelsees am Fuße des Kleinen Müggelbergs in der Köpenicker Bürgerheide.
Der See misst von Nordost nach Südwest knapp 150 m und ist maximal 100 m breit. Seine Fläche beträgt rund 1,2 ha. Der flache und nährstoffreiche See ist ein in der Eiszeit entstandenes Hochmoor, das vom Schmelzwasser des Eises als Senke ausgestrudelt wurde. Am See unterhält die Waldschule Teufelssee einen drei Kilometer langen Naturlehrpfad, der rund um den See, vorbei an seltenen Pflanzen wie Teichrosen, Wasserschierling und Sonnentau, führt. Da der Untergrund teilweise morastig ist, führt ein Großteil des Pfads über Holzbretterwege. Einige hundert Meter südwestlich des Sees befindet sich der Müggelturm am westlichen Hang des Kleinen Müggelbergs. In der Nähe des Teufelssees endet die Rodelbahn der Müggelberge, die im Volksmund Todesbahn genannt wird (gesperrt).
Mit dem Teufelssee im Grunewald liegt ein zweiter See gleichen Namens im Stadtgebiet von Berlin. Ein dritter, deutlich kleinerer Teufelssee befindet sich in Spandau.

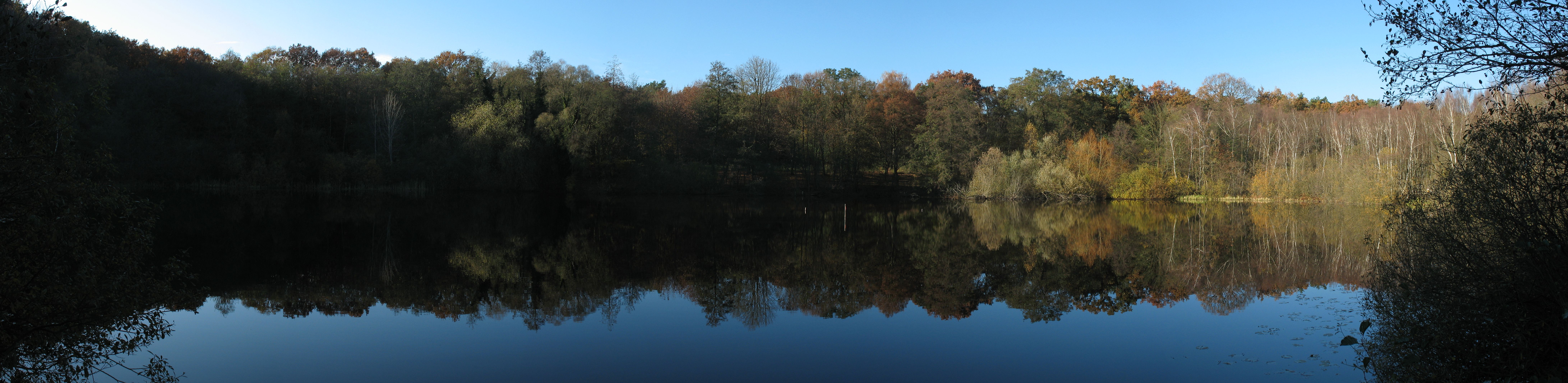
Teufelssee im November

## Geschichte
Zu DDR-Zeiten erholten sich Kinder in einem Ferienlager, das am Teufelssee betrieben wurde.
Im Dezember 2015 wurde eine neue, etwa 300 m lange Steganlage zwischen Moor und Teufelssee eingeweiht, die im Rahmen des UEP-II-Projektes „Naturschutzmaßnahmen zur Aufwertung und Entwicklung im FFH-Gebiet Teufelsseemoor und Umgebung“ (Umweltentlastungsprogramm) errichtet wurde.

## Sagen
Um das Gewässer ranken sich verschiedene Sagen. Nach einer von diesen Geschichten soll dort ein Teufelsaltar gestanden haben. Den Beginn einer anderen Sage über ein im See verschwundenes Schloss erzählt Autorin Inge Kiessig wie folgt nach:

„In dem dichten Schilfgürtel am Rande des Teufelssees lag früher ein Großer Stein. Man nannte ihn den Prinzessinnenstein, denn er zeigte die Stelle an, an der einmal ein prächtiges Schloß gestanden hatte, das eine Prinzessin bewohnte. Sie wurde verwünscht und ist samt ihrem Palast im Moor versunken. Zuweilen aber kam sie zum Vorschein.“